# وایترسبورگ
وایترسبورگ (به آلمانی: Weitersburg) یک شهر در آلمان است که در ماین-کبلنتس واقع شده‌است. وایترسبورگ ۲٬۱۸۸ نفر جمعیت دارد.